# イソ (自動車)

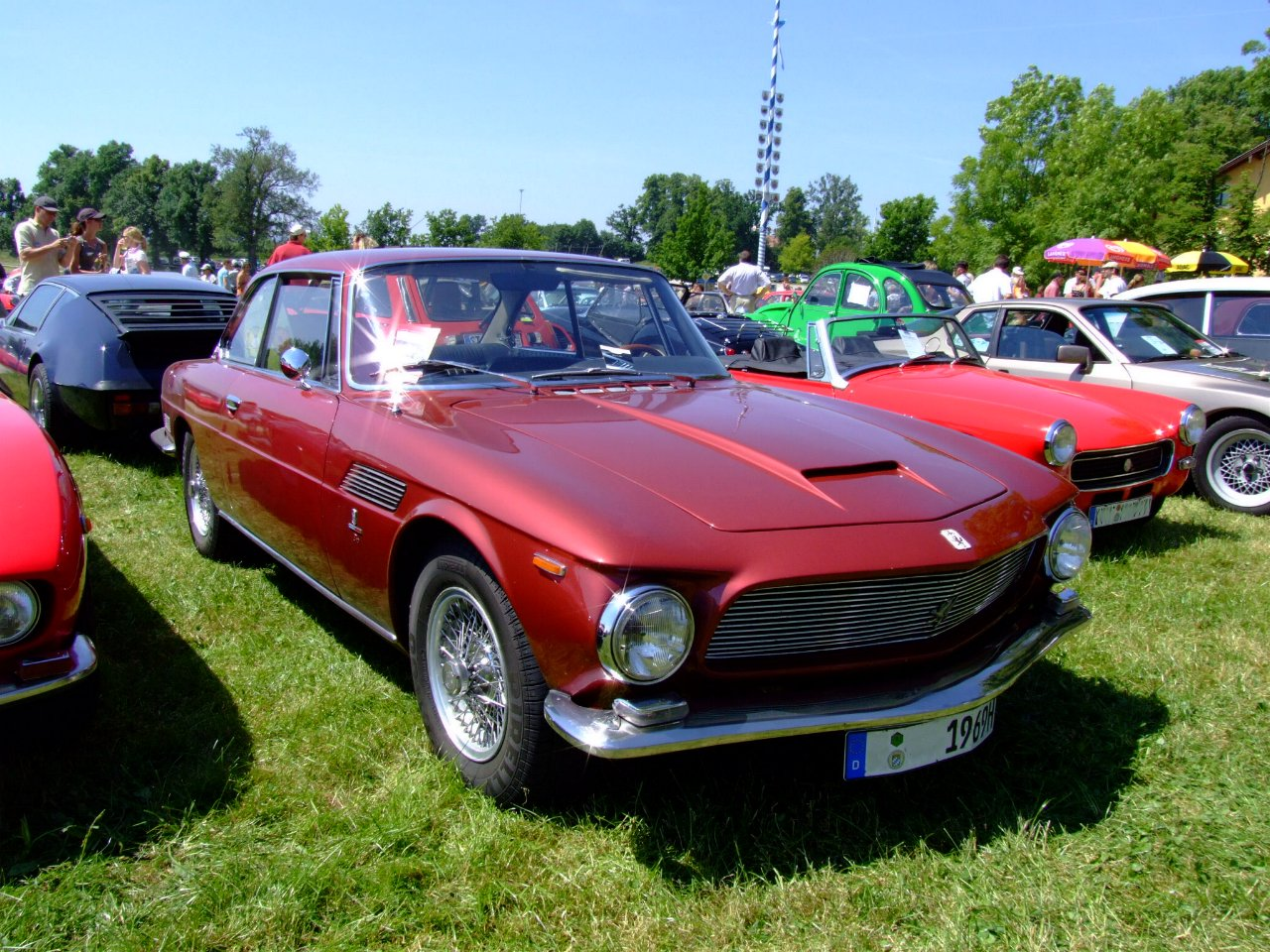
リヴォルタGT

イソ（イーゾ） (Iso) とは、かつてイタリアに存在した自動車メーカーである。

## 歴史
1939年、ジェノヴァにおいて創業。イソサーモス（イーゾテルモス Isothermos）という社名で冷蔵庫や暖房器具などを製造していた。これを実業家のレンツォ・リヴォルタが買収し、第二次世界大戦中の1942年に空襲を避けてブレッソへ疎開した。
終戦後他社のライセンスを買い取ってスクーターを生産・販売したがすぐに自主設計のモデルへと変更し、1948年に125ccのダブル・ピストン方式の2サイクルエンジンを搭載したイソスクーター（イーゾスクーテル Isoscooter）を発売した。またより大排気量のエンジンを搭載したバイクや、荷物の積載能力を高めたいわゆるオート三輪の生産・販売も1950年代から行った。
1952年には初の4輪車であり、有名なミニカーであるイセッタ（イーゾ・イゼッタ Isetta）のプロトタイプを発表、翌年の1953年4月に開催されたトリノ・ショーから販売を開始した。デザインが従来の小型車とかけ離れてデザインであったことや価格が購買層の財力に合致しないなどのいくつかの問題点を抱えて1954年 - 1956年の間に1500台を販売したところで早々に生産が打ち切られたが、イセッタそのものは先進的な技術を盛り込んだ意欲的な車であり、この超小型車の先進性に目を付けた各企業が欧州各国やブラジルでライセンス生産されるようになった。特にドイツのBMWが約13万台も生産したBMW・イセッタが有名である。
1962年には社長自身の名を冠した本格的高級GTカー、リヴォルタGTを発表、スーパースポーツカー生産へ参入した。リヴォルタはシボレーのエンジン、ジョット・ビッザッリーニ設計のシャシー、ジョルジェット・ジウジアーロ設計のボディを持つ高品質高性能車で、同時期にこの市場に参入したランボルギーニとともに市場の一角を獲得した。
1966年にレンツォが急死、当時25歳だった息子のピエロ・リヴォルタが継承、グリフォ、フィディア、レーレといったモデルを投入した。7リッターのグリフォCan-Amは一時世界最速を誇り、フィディアも4ドアのスーパースポーツとして独自の市場を開拓した。
しかし経営は次第に下り坂となり、生産台数も1973年122台、1974年にはオイルショックによる販売不振で45台に低下、アメリカの投資グループに買い取られ経営再建を目指したものの1974年末に倒産、1975年に自動車製造から撤退した。
1990年代に入りピエロ・リヴォルタは自動車業界への復帰を目指してグリフォのニューモデルを発表したが、実車販売には至らなかった。
その後長らくイソの名は途絶えていたが、2017年にはザガートがコンセプトカーとして「イソリヴォルタ ザガート ビジョン グランツーリスモ」を発表。久々にイソの名が復活した。
2021年にザガートとの協力でイソ・リヴォルタ・GTZを発表し、19台を生産・販売した。

## モータースポーツ
他の多くのイタリア企業と同様モータースポーツにも興味を持ち、イソ・イセッタはミッレミリアに出場して好成績を残した。
1973年にはタバコ会社のフィリップ・モリスと共同でフランク・ウィリアムズのF1チームに出資、名称をイソ・マールボロF1チームとした。当初は1972年にウィリアムズが用いていたポリトーイズFX3の改良型を走らせたが、やがて独自設計のイソ・マールボロIRへと変更した。
結局イソ・マールボロは目立った成績を残すことなく資金不足によって1975年限りでF1から撤退した。ウイリアムズは石油王ウォルター・ウルフの支援によってF1活動を継続したが、このチームは後にウォルター・ウルフ・レーシングとなり、ウイリアムズはこれと別に自身のチーム（現在のウィリアムズF1）を立ち上げた。

## 車種一覧
- イソ・イセッタ
- イソ・リヴォルタ・グリフォ
- イソ・リヴォルタ・フィディア
- イソ・リヴォルタ・レーレ
- イソ・リヴォルタ・GTZ（英語版）

### コンセプトカー
- イソ・リヴォルタ・ヴァレド（英語版）
- イソ・リヴォルタ・グリフォ90
- イソ・リヴォルタ・グリフォ96
- イソ・リヴォルタ・ザガート・ビジョングランツーリスモ